# Abel Ferdinand Aubert du Petit-Thouars
Abel Ferdinand Aubert du Petit-Thouars est un homme politique français né le 9 novembre 1769 à Saumur (Maine-et-Loire) et décédé le 28 novembre 1829 à Montpellier (Hérault).

## Biographie
Fils d'Antoine Aubert du Petit Thouars, lieutenant au régiment de Custine, commandant le quartier du Limbé et d'une compagnie de Chasseurs volontaires de Saint-Domingue à la bataille de Savannah, et de Marie Louise de Saint-Martin, il entre en 1794 dans le régiment de la Couronne-Infanterie et part à Saint-Domingue au début de la Révolution. 
Revenu en France, il est emprisonné comme suspect, puis libéré après le 9 thermidor. 
Maire de Turquant, conseiller d'arrondissement, puis conseiller général, il est député d'Indre-et-Loire de 1807 à 1811. Attaché à l'état-major en 1809, il perd en partie la vue pendant la campagne de Russie. Chevalier d'Empire en 1810, il est sous-préfet de Saint-Malo en 1813, puis secrétaire général de la préfecture de l'Hérault. 
Il est le père d'Abel Aubert du Petit-Thouars et le grand-père d'Abel Bergasse Du Petit Thouars.

## Sources
- « Abel Ferdinand Aubert du Petit-Thouars », dans Adolphe Robert et Gaston Cougny, Dictionnaire des parlementaires français, Edgar Bourloton, 1889-1891 [détail de l’édition]